# Denzō Ishizaki
Pour les articles homonymes, voir Ishizaki.
Denzō Ishizaki (石崎 伝蔵, Ishizaki Denzō), né le 2 octobre 1886 (ou en 1884 ?) dans la préfecture d'Ibaraki, est un professeur japonais, doyen masculin de l'humanité du 25 décembre 1998 à sa mort le 29 avril 1999 à Kanasagō (ja) dans la district de Kuji de la préfecture d'Ibaraki.

## Biographie
Bien que son acte de naissance soit daté du 20 octobre 1886, Ishizaki aurait déclaré être né deux ans plutôt. Des recherches généalogiques par LongeviQuest en 2023 permettent de déplacer sa date de naissance au 2 octobre 1886,.
Après avoir obtenu son diplôme de l'ancien collège préfectoral d'Ōta (茨城縣立太田中學校), depuis 2020 le lycée préfectoral d'Ōta Daiichi (ja) (茨城県立太田第一高等学校・附属中学校), Denzō Ishizaki devient enseignant et occupe des postes tels que directeur d'écoles primaires supérieures (ja) (高等小学校), un ancien type d'établissement scolaire, dans la préfecture d'Ibaraki. Il se marie en 1912 et a deux fils et deux filles. Il est aussi brièvement conseiller municipal dans son village. Après la Seconde Guerre mondiale, en 1946, sa femme décède. 
De son vivant, il attribue sa longévité à des habitudes telles que « prendre 5 000 pas par jour, prendre des bains tièdes, et préférer la viande de bétail ». Amateur de lecture, il lit au moins cinq heures par jour. Il vit avec sa fille aînée, mais à partir de juin 1997, il commence à avoir des difficultés à marcher, et en mars 1999, sa santé commence à se détériorer et il est placé en en soins à domicile. Le 24 janvier 1997, à la mort de Gengan Tonaki (ja) (渡名喜 元完), il devient le doyen masculin du Japon. Le 25 décembre 1998, à la mort de Walter Richardson, Ishizaki devient doyen masculin de l'humanité. Lorsque Yasu Akino (ja) (秋野 やす) meurt le 12 février 1999, Ishizaki devient doyen du Japon. Denzō Ishizaki est décédé le 29 avril 1999 à son domicile du bourg, des suites d'une défaillance multiviscérale,. Ce n'est cependant qu'en 2011 que son record est reconnu, puisque au moment de sa mort, Shigechiyo Izumi était encore considéré comme l'homme le plus vieux (ce sera plus tard réfuté).